# Плутонийтетраалюминий
Плутонийтетраалюминий — бинарное неорганическое соединение
плутония и алюминия
с формулой Al4Pu,
кристаллы.

## Получение
- Сплавление стехиометрических количеств чистых веществ:

{\displaystyle {\mathsf {Pu+4Al\ {\xrightarrow {925^{o}C}}\ Al_{4}Pu}}}

## Физические свойства
Плутонийтетраалюминий образует кристаллы
ромбической сингонии,
пространственная группа I mma,
параметры ячейки a = 0,4396 нм, b = 0,6266 нм, c = 1,3708 нм, Z = 4,
структура типа Al4U.
При температуре 645°С в структуре происходит фазовый переход.
Соединение образуется по перитектической реакции при температуре 925°С.
Плутонийтетраалюминий обеднён плутонием и реальный состав соединения Al4Pu0,9÷0,95.
Al4Pu и Al образуют эвтектику с температурой плавления 650°С и составом 1,57 ат.% плутония.

## Химические свойства
- Разлагается при нагревании:

{\displaystyle {\mathsf {Al_{4}Pu\ {\xrightarrow {>925^{o}C}}\ Al_{3}Pu+Al}}}

## Применение
- Плутонийтетраалюминий, как компонент сплавов, используется в ядерных реакторах на тепловых нейтронах [5].